# Sergio Bravo
Sergio Bravo Martínez (* 27. November 1927 in Mexiko-Stadt; † 9. April 1997) ist ein ehemaliger mexikanischer Fußballspieler, der in der Defensive agierte.

## Biografie

### Verein
Bravo begann seine Profikarriere in der mexikanischen Liga Mayor beim Real Club España, für den er nachweislich mindestens seit 1947 spielte. Nach dessen Rückzug aus dem Profifußball wechselte er zum Club León, mit dem er 1952 und 1956 mexikanischer Meister wurde und bei dem er mindestens bis zum Sommer 1957 unter Vertrag stand.

### Nationalmannschaft
Sein Debüt in der mexikanischen Nationalmannschaft gab Sergio Bravo am 13. Juli 1947 in einem Spiel gegen den Erzrivalen USA, das mit 5:0 gewonnen wurde. Sein elftes und letztes Länderspiel absolvierte er in einem am 3. Juli 1957 ausgetragenen WM-Qualifikationsspiel gegen Kanada, das „el Tri“ mit 2:0 gewann.
Höhepunkt seiner Nationalmannschaftskarriere war die Berufung ins mexikanische WM-Aufgebot 1954, wo er allerdings nicht über die Rolle eines Reservisten hinauskam.

## Erfolge
- Mexikanischer Meister: 1951/52 und 1955/56
- Mexikanischer Supercup: 1955/56